# Plaatreconstructie

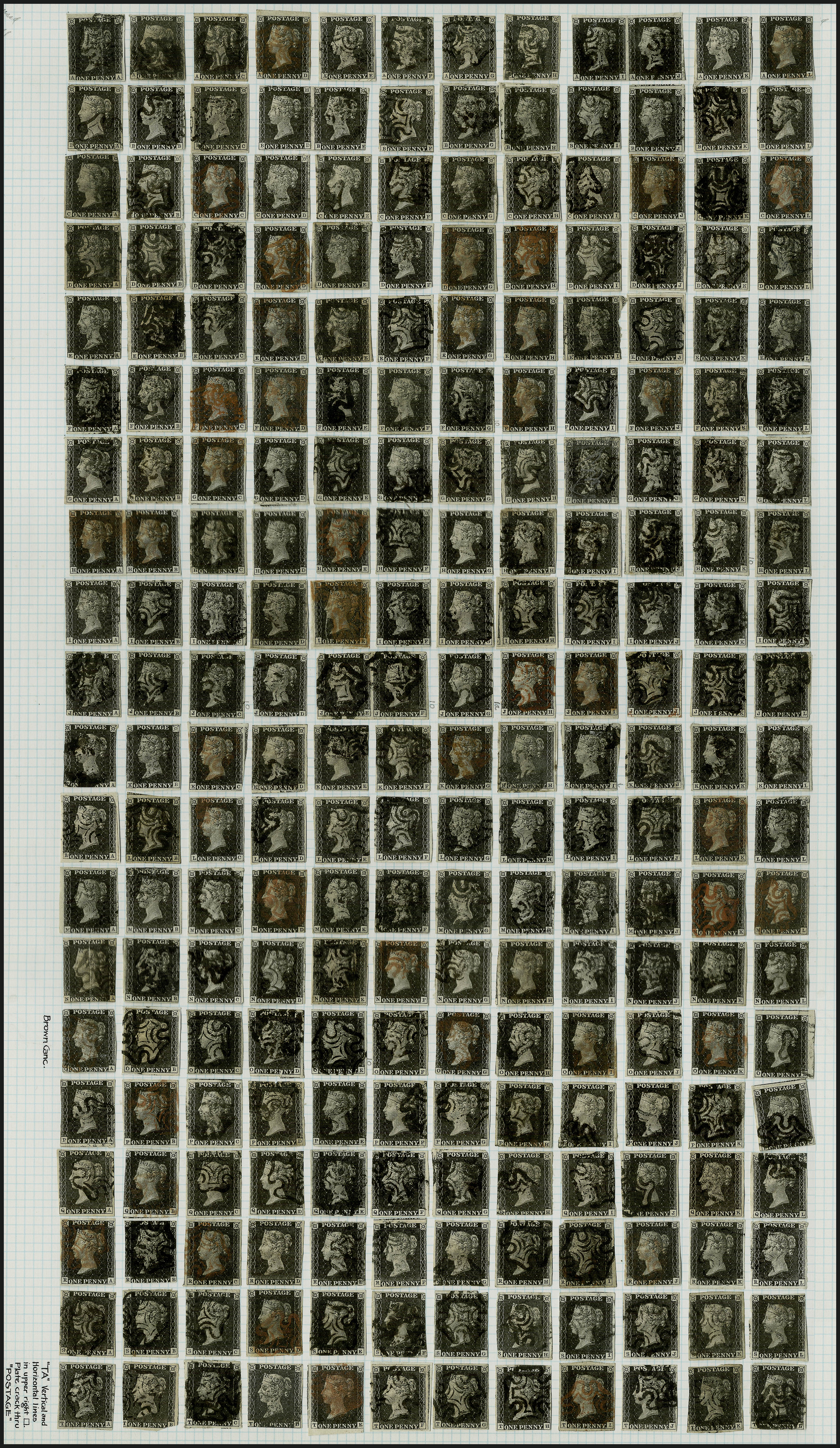
Plaatreconstructie van de Britse Penny Black, een vel van 240 zegels.

Plaatreconstructie houdt in dat er een reconstructie wordt gemaakt van een compleet vel postzegels zoals dat oorspronkelijk is gedrukt.
Dit is alleen mogelijk als er verschillen te zien zijn in de afzonderlijke postzegels van een vel. Daarom gaat het meestal om vroege emissies. 
De locatie van elke zegel in een vel wordt vastgesteld aan de hand van samenhangende zegels (blokken en stroken).